# Mästarkryss
Mästarkryss är en korsordstidning som tidigare gavs ut av Aller media. Den har getts ut sedan 1998 och kommer ut 6 gånger per år. Sedan 2019 ges den ut av Keesing Sverige AB. 